# Ceramica egizia

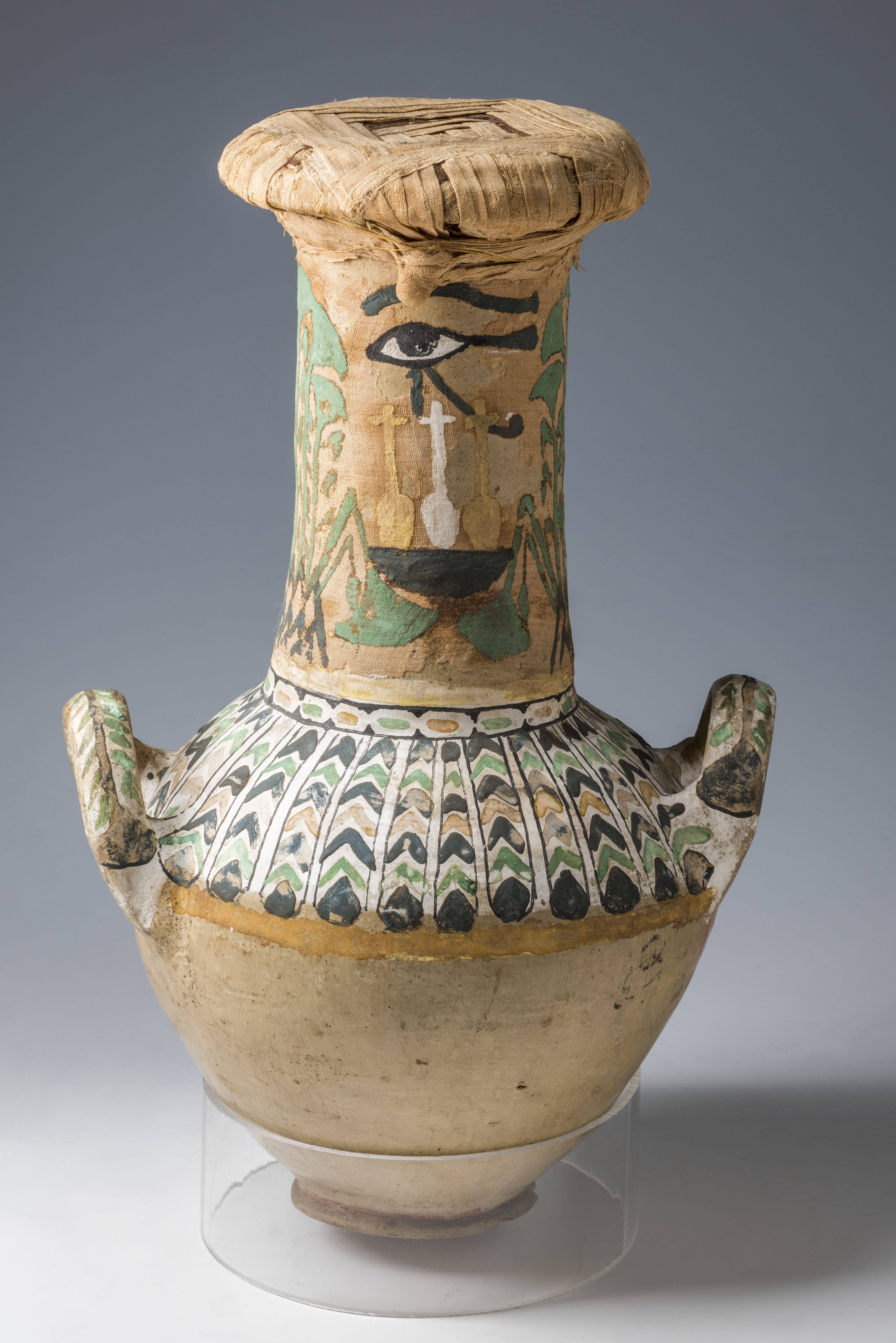
Vaso con collo rivestito di tessuto e dipinto, tra il 1425 e il 1353 a.C. Nuovo Regno, dalla Tomba di Kha e Merit, Necropoli di Tebe, Luxor. Museo Egizio, Torino.

La ceramica egizia è l'insieme di oggetti antichi in ceramica (in gran parte vasi) che sono stati trovati in Egitto. Splendidi oggetti risalenti al periodo della sua più antica civilizzazione e nei dipinti delle camere sepolcrali sono state scoperte rappresentazioni dell'arte ceramica, con vasi modellati al tornio, che risalgono almeno alla IV dinastia (da uno a duemila ottocento anni avanti Cristo).
I vasi smaltati con lacca erano in uso già dalla XII dinastia (uno duemila anni a.C.) e prima, nei magazzini sotterranei della Piramide di Djoser (intorno al 2650 a. C.) si impiegarono parimenti piastrelle smaltate per rivestimento interno dei muri. Le figure chiamate "rispondenti" (Ushabti) e vari amuleti di maiolica (fango cotto e smaltato di colore azzurro/verde) abbondano nelle tombe del Nuovo Regno.
Le forme di vasi funerari più usati, a giudicare dai ritrovamenti dovevano essere i vasi canopi (semiconici od ovoidali con coperchio, rifinito con testa di divinità) e la coppa a forma di fior di loto aperto, semplici decorazioni e qualche geroglifico inciso o dipinto. Tuttavia la ceramica egizia non raggiunse mai la perfezione ed eleganza di quella greca, senza dubbio poiché i vasi di lusso in Egitto erano d'oro e alabastro.
Una delle più importanti collezioni di ceramica egizia è la collezione di tredici vasi egizi, antichi di seimila anni, conservati nel Museo di natura e archeologia di Santa Cruz de Tenerife (Isole Canarie, Spagna). Uno di questi vasi corrisponde al periodo Naqada ed considerato il reperto più antico di questa cultura in un museo spagnolo.

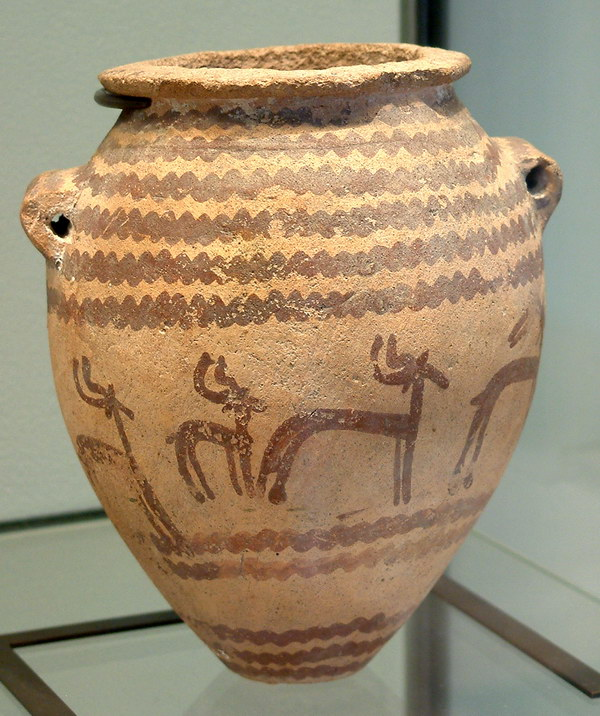
Vaso predinastico
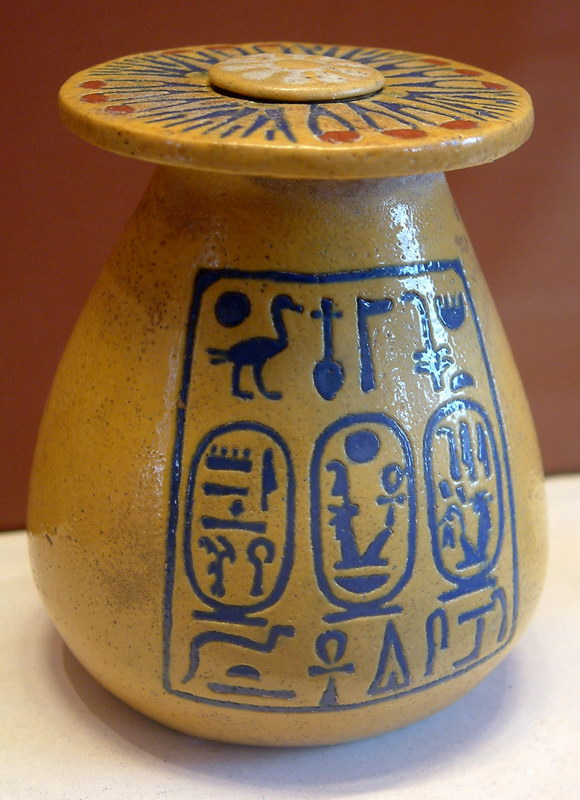
Amenofi III e Tiy
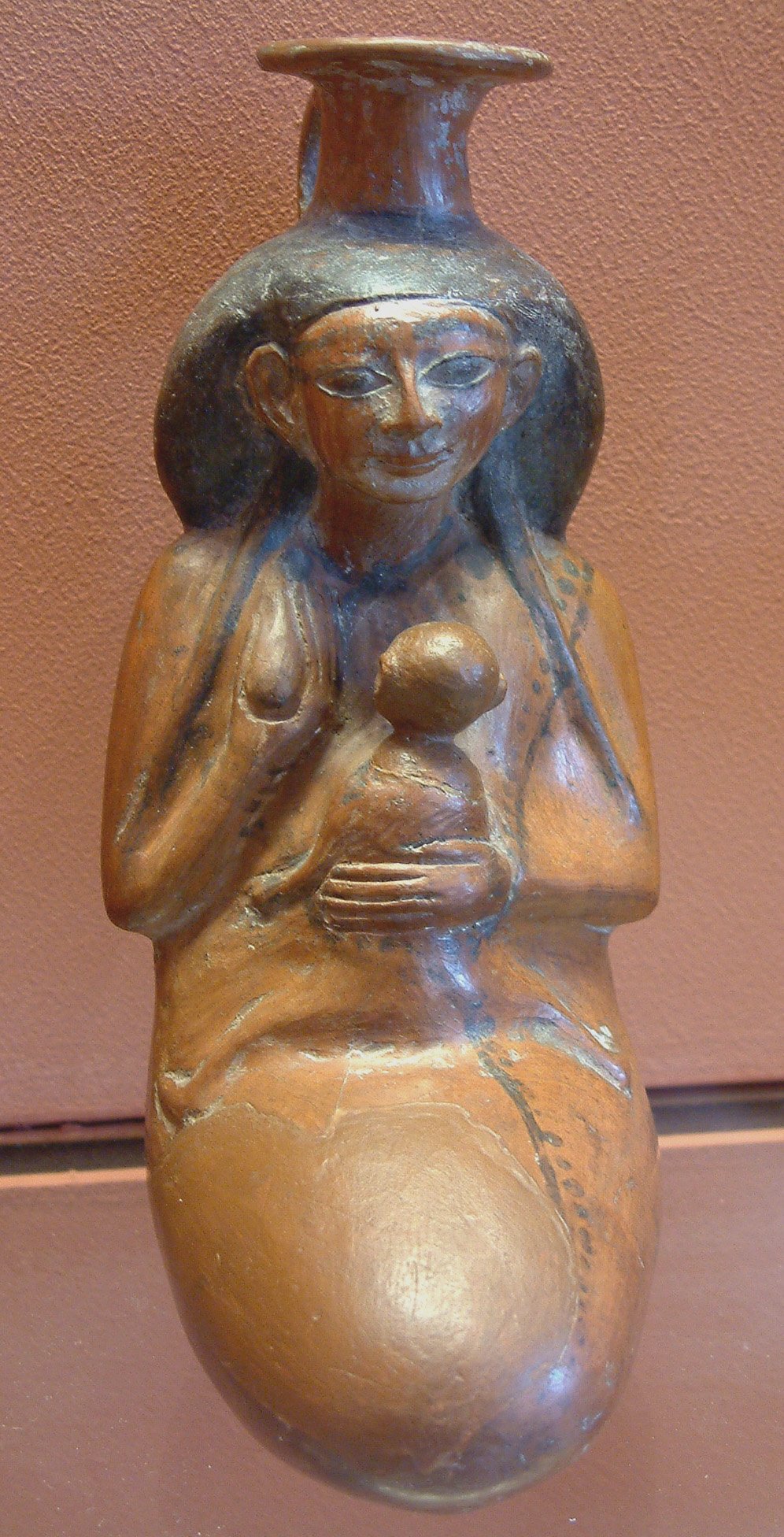
Vaso egizio antropomorfo, Museo del Louvre, Parigi.